# Carlos Carneiro de Sousa e Faro
Carlos Carneiro de Sousa e Faro, primeiro conde de Lumiares e quinto e último conde da Ilha do Príncipe, (c. 1710 — 21 de outubro de 1775) foi um nobre português.

## Vida
Foi donatário da Capitania de São Vicente (ou de Itanhaém) por herança de seu pai, António Carneiro de Sousa, descendente de Martim Afonso de Sousa.
Foi também o 9.º e último donatário, governador e alcaide-mor da Ilha do Príncipe, e coronel de Infantaria.
Casou em 1736 com D. Ana Vicência de Noronha, filha de Caetano de Melo e Castro, vice-rei da Índia portuguesa.
A sua filha, D. Madalena Gertrudes Carneiro de Sousa e Faro, herdou o título, sendo assim a 2.ª condessa de Lumiares.